# Volley Cagliari 2007-2008

## Risultati
- 14^ in Serie A-2, retrocessa in Serie B1.

## Rosa
Elenco dei giocatori della Volley Cagliari nella stagione 2007/08.